# Chamant
Chamant település Franciaországban, Oise megyében. Lakosainak száma 1037 fő (2022. január 1.). Chamant Barbery, Mont-l’Évêque, Senlis és Villers-Saint-Frambourg-Ognon községekkel határos.

## Népesség
A település népességének változása:
| Lakosok száma | 912  | 908  | 938  | 910  | 910  | 908  | 1025 | 1031 | 1037 |
|               | 2013 | 2015 | 2016 | 2017 | 2018 | 2019 | 2020 | 2021 | 2022 |